# Інгеборґ Мекленбурзька
Інгеборг Мекленбурзька (1343/45  — 25 липня 1395) — дочка Альберта II, герцога Мекленбурзького, та його дружини Євфимії Шведської. Євфимія була дочкою Інгеборг Норвезької, єдиної законної дитини короля Норвегії Гокона V. Таким чином, Інгеборг Мекленбурзька була правнучкою Гокона V.
У 1360 році вона стала другою дружиною Людвіга VI «Римлянина» Баварського. Шлюб залишився бездітним. Після смерті Людовика стала дружиною Генріха II, графа Гольштейн-Рендсбурзького. У шлюбі народила щонайменше четверо дітей.

## Родина
1 Чоловік — Людвіг I, курфюрст Бранденбурзький
Діти: не було
2 Чоловік — Генріха II, граф Гольштейн-Рендсбурзький
Діти:
- Герхард VI — граф Голштейнський;[3] у 1391 році одружився з Катериною Єлизаветою з Брауншвейг-Люнебурга та мав дітей,
- Альберт II — граф Гольштейн-Рендсбурзький,
- Генріх III — граф Шауенбург-Гольштейнський (пом. 1421), принц-єпископ Оснабрюка як Генріх,
- Софія Гольштинська (1375– 1448) — у 1398 стала дружиною Богуслава VIII, герцога Померанського (1364–1418)[2] і мала дітей.